# 至暗之时
是一部2011年美國科幻動作片，导演为克里斯·戈拉克。于2011年12月25日在美国上映。

## 剧情
讲述一群年青的美国游客在莫斯科旅游时，遭遇外星物种入侵，奋力抵抗、挣扎求生的故事。

## 角色
- 艾米爾·荷許 - 西恩（Sean）
- 奧莉薇亞·瑟爾比 - 娜塔莉（Natalie）
- 麥克思·明格拉 - 班（Ben）
- 瑞秋·泰勒 - 安妮（Anne）
- 喬爾·金納曼 - 史凱勒（Skyler）

俄罗斯演员Gosha Kutsenko, Veronika Ozerova, Nikolai Yefremov, Arthur Smolyaninov也参与演出。

## 制作
2010年7月18日在莫斯科开始拍摄，2010年9月拍摄完毕。
| 上一届： 《職業特工隊：鬼影約章》 | 2012年香港一週票房冠軍 第2週 | 下一届： 《地心探險記2: 世外秘島》 |